# Дельфин в геральдике

Герб Дофинов, Франция

Дельфи́н (фр. dauphin) — естественная, негеральдическая, гербовая фигура.
Символизирует любовь, мощь моря, скорость, спасение. В классической геральдике Дельфин символизирует силу, свободолюбие, радость, честь, а также связь с морем, выступает в качестве символа морской стихии, свободы, радости и благородства. В переплетении с якорем — символ осторожности, ограничения скорости, неспешности.

## История
Эмблема дельфина получила широкое распространение в территориальной и родовой геральдике Франции и Португалии, особенно  портовых городов.
Дельфин был изображён на гербе графа Гига IV Вьеннского, и граф получил прозвище «Le Dauphin». В договоре между графом и епископом Гренобля упоминалось, что данный граф имеет в качестве шлемовой эмблемы дельфина и потому называется "рыцарем дельфина" (фр. chevalier du dauphin). Затем титул «Дофин Вьеннский», произошедший от этого прозвища, наследовали графы Вьеннские. Область, которой они правили, получила название Дофине, благодаря старому гербу непонятного происхождения (возможно, что относится к первому крестовому походу). В 1349 году обнищавшие дофины Вьеннские (носили титул "дофин" ещё до 1140 года), продали за 120 тысяч золотых форинтов свои владения и титул Карлу, внуку короля Франции Филипа IV Валуа, который впоследствии наследовал трон под именем Карла V. Среди условий договора о передаче владений, было включено обязательство, в силу которого король Франции должен был передать по наследству эти владения своему первенцу, т.е. наследному принцу, и только ему, в результате чего тот унаследовал и титул дофина (Франции). Это условие соблюдалось вплоть до 1830 года, до изгнания Карла X, чей сын граф  Людовик Ангулемский, был последним "дельфином".

## Блазонирование
Дельфина изображают в двух видах — геральдическом и реалистическом:
1. Геральдический  — является основным и каноническим;
2. Реалистический — более похож на оригинал, принадлежит к последнему созданию геральдических иллюстраций.

В древней геральдике распространено использование фантастического изображения дельфина с хвостом и плавниками другого цвета, имеющими нарочито «не дельфинью» форму. В своей классической позе дельфин представляется столбом, в изогнутом виде, напоминающий полукруг, в котором голова и хвост повёрнуты вправо. В этом изображении справедливо отражены наблюдения за прыжками дельфина над водой.
Положения фигуры дельфина могут быть: "обращённым" (голова и хвост смотрят влево), "опрокинутым" (голова и хвост смотрят вверх), или 'лежащим" (голова и хвост смотрят вниз). Во всех случаях изогнутая форма тела сохраняется, но если дельфин расположен столбом или поясом, то оно принимает "волнистую форму".
Чаще всего такой «дельфин» окрашен золотом или синим цветом (реже — серебром).
Если у него виден язык, то он называется живым (нем. munter, фр. vif); если у него раскрыта пасть, то он называется обмирающим (нем. schmachtend, фр. se pâmant) и в гербах он служил эмблемой силы.

## Галерея

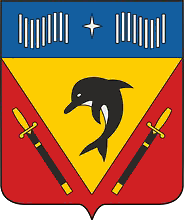
Видяево
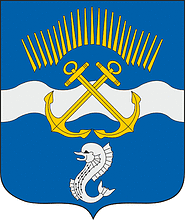
Заозёрск
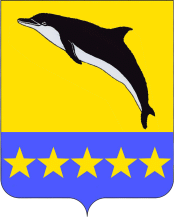
Небугское сельское поселение
Департамент Луара, Франция
Департамент Верхние Альпы, Франция
Терра-ди-Отранто, Апулия
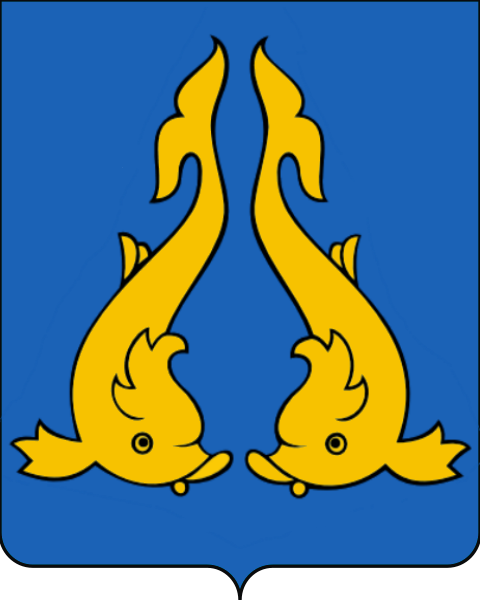
Добруджа